# Guillermo Garrido Lecca
Guillermo Garrido-Lecca Montoya (Lima, 25 de junio de 1887 - Piura, 4 de junio de 1959) fue un abogado, empresario y político peruano. Fue ministro de Justicia, Instrucción y Culto (1931) y de Gobierno y Policía (1939-1942).

## Biografía
Nacido en el seno de una importante familia arraigada en Piura (norte del Perú). Hijo de Celso Honorio Garrido Lecca y Zoila Maria de Jesús Montoya Farfan.
Cursó sus estudios escolares en el Colegio San Miguel de Piura, donde posteriormente sería profesor de Historia y Psicología. Sus estudios superiores los cursó en la Universidad Mayor de San Marcos, donde se graduó de abogado y doctor en Jurisprudencia. Se especializó en Derecho Comercial y Legislación Económica.
Fue asesor jurídico del Banco Central de Reserva, la Empresa Petrolera Fiscal, la International Petroleum Company y las Compañías Unidas de Seguros. En Piura lo fue de la Compañía de Electricidad y la Compañía de Teléfonos.
El 23 de julio de 1931 fue nombrado Ministro de Justicia, Instrucción y Culto, en reemplazo de José Gálvez Barrenechea, durante el gobierno de transición de la Junta Nacional presidida por David Samanez Ocampo. Se mantuvo hasta el final de ese gobierno (que daría pase al gobierno constitucional de Luis Sánchez Cerro) y entre las medidas que dio al frente de su portafolio, en el campo de la instrucción pública, destacan las siguientes:
- El decreto que rescindió el contrato de arriendo de los locales para escuelas, que era lesivo para el Estado.
- La creación del departamento de Control de Supervisión de las rentas reservadas a los servicios escolares.
- El establecimiento de la Asociación Mutualista Magisterial.
- La provisión de cargos docentes por concurso de mérito.

En 1939, al inaugurarse el primer gobierno de Manuel Prado, pasó nuevamente a integrar el gabinete ministerial, esta vez en el despacho de Gobierno y Policía, en el que se mantuvo hasta 1942.
Se casó con Evangelina Frías Vega con quien tuvo 4 hijos: Guillermo Alonso, Laura, Max y Marina Garrido Lecca Frias
Falleció en Lima en 1959.